# Eleftheros Typos
Eleftheros Typos (griechisch Ελεύθερος Τύπος‚ freie Presse‘) ist eine Athener Tageszeitung, die konservativ orientiert ist.

## Geschichte
Eleftheros Typos wurde 1983 von dem Unternehmer Aris Voudouris gegründet. Als 1989 Voudouris mit seiner Frau Lilian bei einem Unfall tödlich verunglückte, wurde Makis Sarris, ein Freund der Familie, Chef der Zeitung. Die Zeitung wurde von konservativen Politikern wie Miltiadis Evert und Giannis Barbitsiotis unterstützt. 2007 erwarb Gianna Angelopoulos-Daskalaki gemeinsam mit ihrem Ehemann die Zeitung. 2009 verkaufte das Ehepaar die Zeitung, die kurzzeitig 2009 eingestellt wurde und unter den neuen Eigentümern dann erneut gedruckt wurde.